# Савинский сахарный завод
Савинский сахарный завод (укр. Савинський цукровий завод) — предприятие пищевой промышленности в посёлке городского типа Савинцы Балаклейского района Харьковской области.

## История
Завод был построен в соответствии с шестым пятилетним планом развития народного хозяйства СССР, введён в эксплуатацию 21 декабря 1962 года и стал одним из крупнейших сахарных заводов СССР.
В 1965 году производственные мощности завода обеспечивали возможность переработки 25 тыс. центнеров сахарной свеклы в сутки.
В советское время входил в число крупнейших предприятий посёлка, на балансе предприятия находились жилые дома и объекты социальной инфраструктуры.
После провозглашения независимости Украины завод был передан в ведение министерства сельского хозяйства и продовольствия Украины.
В июле 1995 года Кабинет министров Украины принял решение о приватизации завода в течение 1995 года, после чего государственное предприятие было преобразовано в открытое акционерное общество.
В 1995 году завод произвёл 29,7 тыс. тонн сахара, в 1998 году - 14,4 тыс. тонн сахара, в 1999 году - 17 тыс. тонн сахара.
В 2002 году производственные мощности предприятия обеспечивали возможность произвести 2,45 тыс. т сахара в сутки. Всего с начала января до 23 декабря 2002 года завод переработал 136 тыс. т свеклы и произвёл 16 895 тонн сахара.
В 2003 году завод произвёл 17 тыс. тонн сахара.
В январе 2004 года владельцами завода стала киевская группа компаний "Укррос".
В 2006 году завод произвёл 18,9 тыс. тонн сахара.
Начавшийся в 2008 году экономический кризис осложнил положение предприятия. В 2008 году завод переработал 101,8 тыс.т свеклы и произвёл 13,8 тыс. т сахара, но в марте 2009 года владельцы завода (киевская группа компаний ОАО "Сахарный союз "Укррос") приняли решение остановить производство и законсервировать оборудование. В это время завод являлся крупнейшим действующим предприятием в Савинцах, численность рабочих составляла 2 тыс. человек.
В 2011 году владельцем 50% уставного фонда предприятия стал агрохолдинг ООО "Астарта-Киев". В сентябре 2011 года завод возобновил работу.
В 2013 году завод переработал 82 тыс. т свеклы и произвёл 10,5 тыс. тонн сахара.

## Современное состояние
Савинский сахарный завод ранее являлся крупнейшим сахарным заводом на территории Харьковской области, но в 2018 году был закрыт. .